# Accum

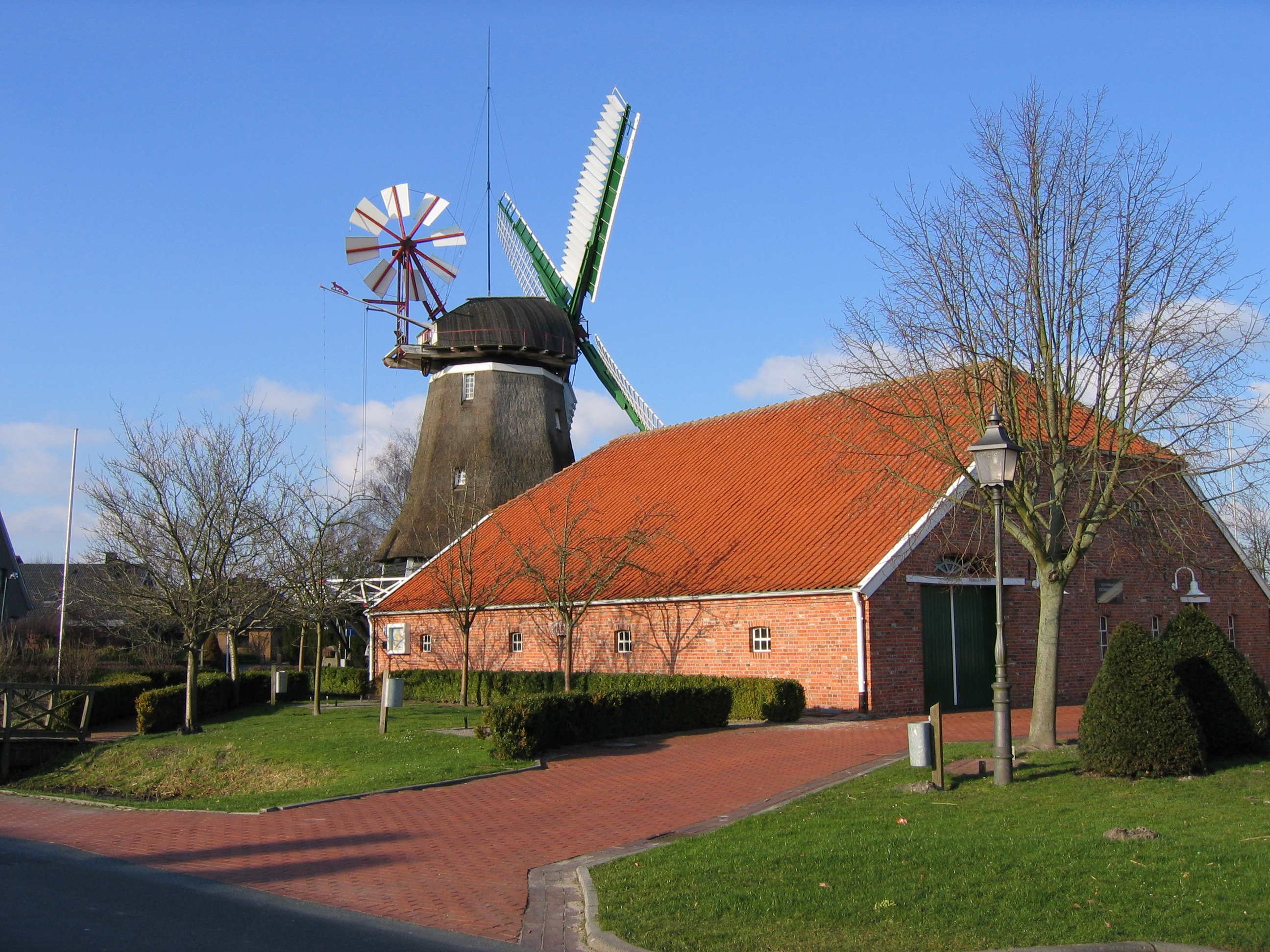
Die Accumer Mühle mit der Mühlenscheune

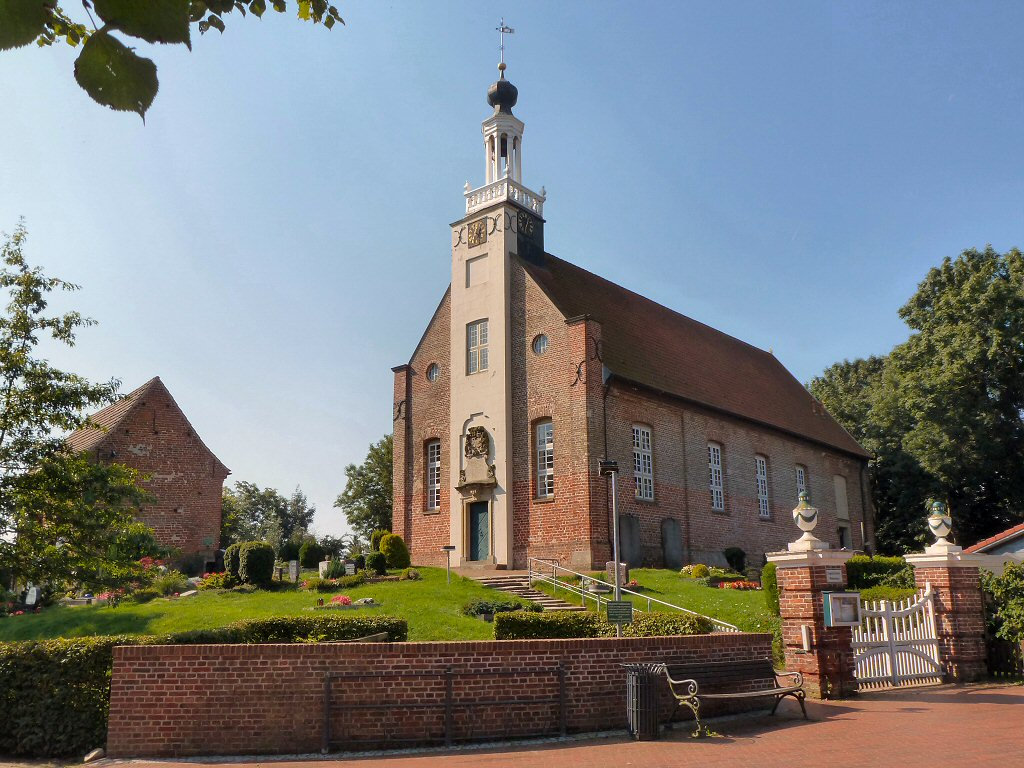
St.-Willehad-Kirche

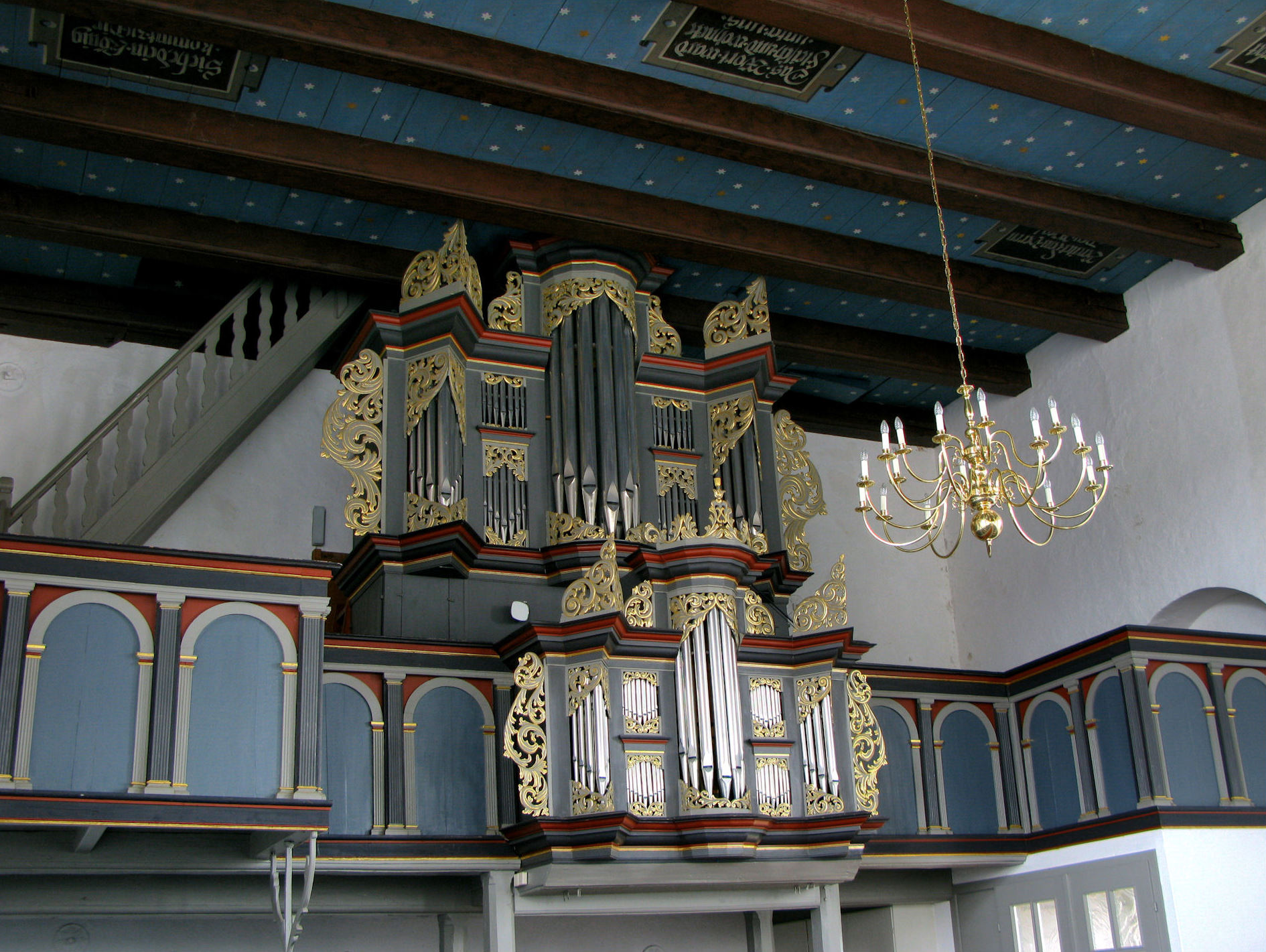
Orgel in St. Willehad

Accum ist ein Stadtteil der Stadt Schortens im Landkreis Friesland in Niedersachsen. Er liegt zwischen Jever und Wilhelmshaven.

## Geschichte
Accum wurde um 840 erstmals in einer Kirchenchronik durch Erzbischof Ansgar von Bremen erwähnt. Damals war Ackem die übliche Ortsbezeichnung, der Name Accum wird erst seit rund 500 Jahren verwendet.
Die Kirche unterstand 1420 dem Sendstuhl Jever des Bremer Domdekans und diente in den Fehden friesischer Häuptlinge während des 14. und 15. Jahrhunderts als Festungskirche. In ihr wurde 1476 der Friesen-Häuptling Lübbe Onneken bestattet, ferner 1565 Tido von Knipens und Inhusen mit seiner Gemahlin Eva von Renneberg, deren Grabmal in schwarzem Marmor ein Beispiel bester flämischer Renaissance-Porträtplastik im Küstengebiet ist.
Dem Vorbild des ostfriesischen Adels folgend, führte Tido von Knipens und Inhusen in seinem Gebiet 1555 die Reformation ein. Seit jener Zeit ist in Accum die einzige reformierte Kirche im Land Oldenburg.
1719 wurde die St.-Willehad-Kirche gebaut, nachdem die vorherige Kirche von mehreren Sturmfluten schwer in Mitleidenschaft gezogen worden war. St. Willehad beherbergt eine Orgel von Arp Schnitger, von dessen Werk noch das Gehäuse erhalten ist.
1746 wurde die Accumer Windmühle gebaut, die auch heute noch durch einen Verein betrieben wird. Eine zweite Mühle soll sich etwas außerhalb von Accum, im Ortsteil Pingelei, befunden haben, jedoch ist von dieser heute nichts mehr erhalten.
Reichsgraf Wilhelm Gustav Friedrich von Bentinck ließ sich in Accum am 8. September 1816 als reichsunmittelbarer souveräner Herr von Knyphausen (Kniphausen) nach 16-jähriger Gewissensehe mit Sara Margarethe Gerdes, einer Kleinbauerntochter aus Bockhorn, kirchlich trauen. Den Söhnen wurde der Makel illegitimer Abkunft nach langwierigem Rechtsstreit (Bentinckscher Erbfolgestreit) mit dem holländisch-englischen Bentincks durch einen Vertrag von 1854 offiziell genommen. Infolge des Vertrages kam Accum zum Großherzogtum Oldenburg.
Die bis dahin selbstständige Gemeinde Accum wurde 1933 aufgelöst und der Großgemeinde Kniphausen zugeordnet. 1948 wurde Accum dann ein Teil der Gemeinde Sillenstede, die sich 1972 mit der heutigen Stadt Schortens zur Gemeinde Schortens zusammenschloss.
Accum hat kirchlich eine besondere Bedeutung, da es die einzige reformierte Gemeinde in der Evangelisch-Lutherischen Kirche in Oldenburg ist.

## Verkehr
Durch Accum führt die Landesstraße L 814, die den Ort mit Schortens und Wilhelmshaven verbindet. Weiterhin liegt der Ort an der von Güterzügen befahrenen Bahnstrecke Schortens Weißer Floh–Wilhelmshaven Ölweiche.